# Église Saint-Loup de Namur
Pour les articles homonymes, voir Église Saint-Loup.
L'église Saint-Loup est un édifice religieux catholique sis dans le centre de la ville de Namur (Belgique). De style baroque, elle est construite au XVIIe siècle comme église Saint-Ignace au service du collège jésuite y attenant. 

## Historique
Arrivés à Namur en 1610, les jésuites y reprennent un petit collège en l’agrandissant et construisent ensuite, attachée au collège, une église dédiée à saint Ignace, le fondateur de la Compagnie de Jésus. Le frère jésuite Pierre Huyssens, maître du baroque belge, en est l'architecte. 
L’édification de l’église, commencée en 1621, se ralentit faute de fonds et dure finalement 20 ans : de 1621 à 1641 (millésime de la charpente). Quatre ans de travaux supplémentaires sont nécessaires avant son inauguration et consécration par l’évêque de Namur, Englebert Dubois (1645). 
Toutefois, la décoration et l’ameublement de l’église ne s'achèvent que trente ans après la fin de la construction du gros œuvre. En effet, l’autel latéral dédié à saint Ignace n'est achevé qu'en 1677. 
Pendant un siècle et demi, l’église Saint-Ignace sert aux nombreuses activités liturgiques, spirituelles et apostoliques des jésuites qui œuvrent au collège y attenant : congrégations mariales, prédications, de même qu’à des activités religieuses liées à la formation données aux jeunes gens du collège. 
En 1773, lorsque la suppression de la Compagnie de Jésus est décidée par le pape Clément XIV, les jésuites doivent quitter leur collège et église de Namur. Comme l’ancienne église Saint-Loup, voisine de Saint-Jean-Baptiste, menaçait ruines, les autorités de la ville donnent au curé et paroissiens l'usage de l'église Saint-Ignace.
En 1777, l'église devient paroissiale sous le patronyme de saint Loup, évêque de Troyes mort en 478. Le transfert solennel a lieu le 14 septembre 1777. Quelques trésors de l’ancienne église Saint-Loup, tels que les candélabres et le crucifix du maître-autel, trouvent place dans la nouvelle. Par ailleurs, plusieurs toiles de Jacques Nicolaï sont acquises par les chanoines du chapitre Saint-Aubain pour leur cathédrale. En 1809, alors que l’église a traversé sans encombre les troubles de la Révolution française, de nouveaux tableaux remplacent les toiles de Nicolaï emportées à la cathédrale Saint-Aubain.
Entre 1864 et 1867, la façade est reconstruite en pierre bleue dans le cadre d'une restauration majeure de l’édifice. En 1886, une nouvelle chaire de vérité, œuvre du sculpteur dinantais Benjamin Devigne, est installée, adossée au troisième pilier du bas-côté droit.
En janvier 1936, l'ensemble des bâtiments (église et collège, devenu l'Athénée royal François Bovesse) est classé par la Région wallonne. De 1979 jusqu'en décembre 2011, une restauration globale est entreprise par les pouvoirs publics. En mai 2019, la Région wallonne subventionne la restauration de l'orgue de l'église pour un montant de 874 846 €.

## Description

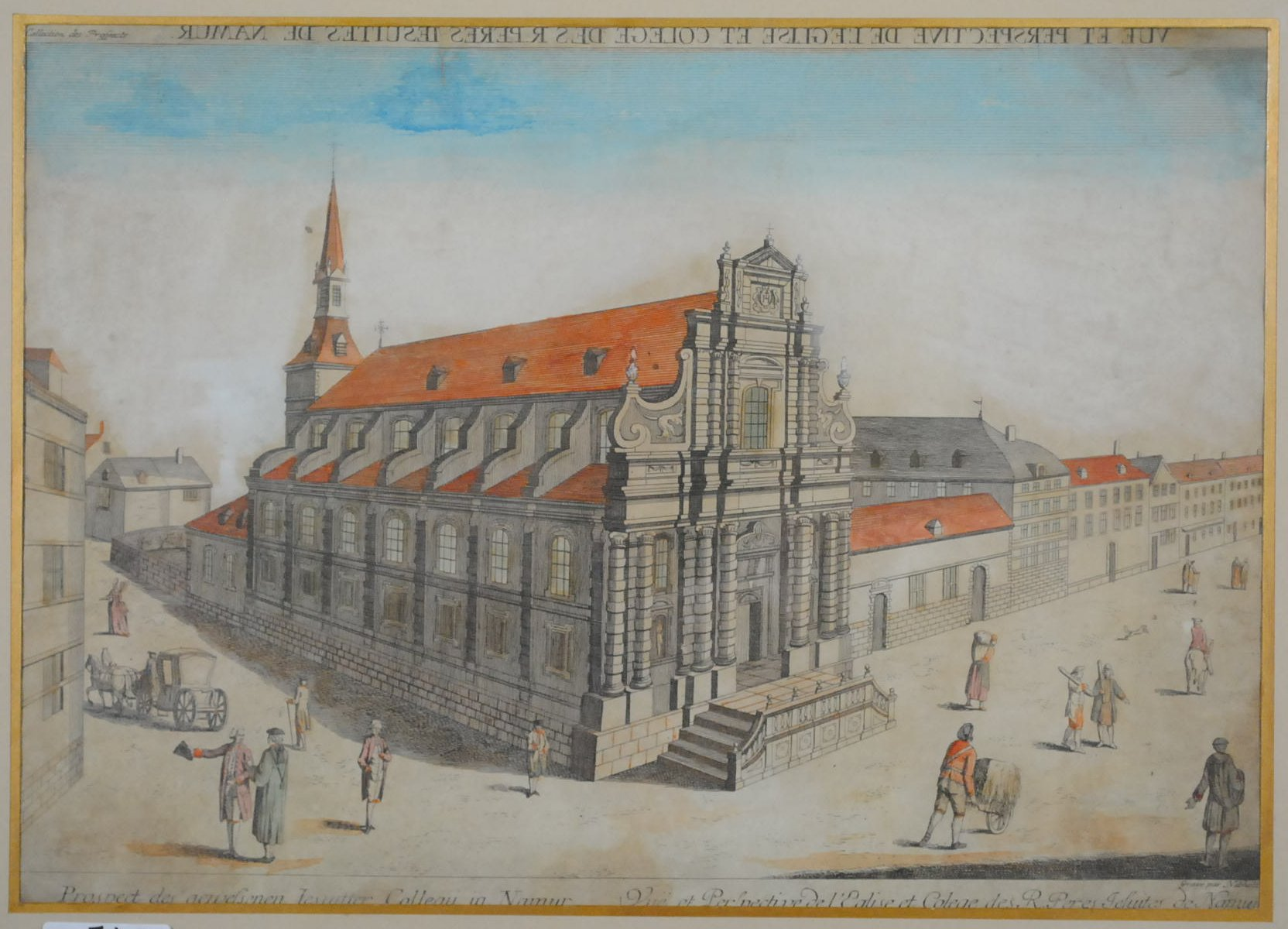
Vue d'optique de l'église Saint-loup

L'église Saint-Loup est construite sur un plan comportant trois nefs de six travées, un chœur semi-circulaire précédé d'une travée droite et une tour inachevée. 

### Extérieur

#### Façade
L’église est de style baroque des Pays-Bas, inspiré de l’église du Gesù à Rome et surtout de Saint-Ignace (maintenant église Saint-Charles-Borromée) à Anvers. La façade de trois ordres, reconstruite en calcaire de Meuse et pierre blanche lors de la restauration de 1865, est très élégante. Des lignes de structures classiques entrecoupées de décorations et ajouts baroques donnent à l'ensemble un équilibre harmonieux : colonnes et pilastres annelés, portail axial, niches abritant des statues en bois peints de saint François-Xavier et saint François de Borgia. Le frontispice est surmonté de l'écusson portant le monogramme IHS, écusson traditionnel des œuvres et bâtiments jésuites.

#### Tour
Les plans du frère Huyssens prévoyaient une tour-clocher au chevet de l’église (derrière l’abside) dont l'élancement aurait correspondu au verticalisme du frontispice. En 1645, sa hauteur ne dépassait pas la nef ; elle ne fut jamais achevée.

### Intérieur
Les colonnes baguées d'ordre ionique, en marbre rouge et noir, portent des arcades en plein cintre. Dans la travée du chœur, des niches en marbres noir à fronton triangulaire abritent les statues en pierre blanche des saints Pierre et Paul, de Georges Coquelet, jadis dans la façade. De chaque côté du chœur, des chapelles terminent les bas-côtés.

#### Voûte
La grande voûte est en pierre de sable de Maastricht entièrement sculptée, tout comme les voûtes des bas-côtés. Il s'agit d'un ensemble sculpté unique, de style auriculaire à la manière de Jacques Franquart.

#### Tableaux
Jacques Nicolaï, frère jésuite (de Dinant) et disciple de Rubens, est chargé de la décoration. Tous les tableaux (dont un cycle complet sur la Vierge Marie) sont de ses pinceaux. En 1779, neuf de ses toiles sont transférées à la cathédrale Saint Aubain. Les seules toiles qui subsistent de cette série sont situées au-dessus des sculptures des saints Pierre et Paul.
Les toiles transférées sont remplacées par des toiles du peintre liégeois Henri Deprez (d), provenant du couvent des Dominicains (désormais Institut Sainte-Ursule de Namur).

#### Maître-autel
Le maître-autel en bois peint date de 1656. Au-dessus du retable, la statue de saint Loup est en fait un saint Ignace transformé en évêque (mitre et crosse).

#### Confessionnaux
Dix confessionnaux décorés d'entrelacs, de frises, d'angelots, de guirlandes, ou de colonnes torsadées sont encastrés dans les murs des bas-côtés. Chefs-d’œuvre de boiserie lambrissée, ils suggèrent déjà un baroque décadent.

#### Crypte
La crypte se trouve sous la dernière travée et l’abside. Un archéologue en 1849 y releva des inscriptions sur pierres tombales (de pères jésuites du collège voisin) datant du XVIIe siècle, dont il ne reste plus que des fragments.

## Dans la littérature
Dans son roman Les Misérables, l'écrivain Victor Hugo décrit l'église Saint-Loup comme « le chef-d’œuvre de l’architecture jésuite ».
En 1866, Charles Baudelaire, qui effectuait une tournée de conférences à travers la Belgique, tombe victime d'une attaque au sortir de l'église. Cette attaque due à la syphilis le laisse aphasique. Le poète dit de Saint-Loup :

« Merveille sinistre et galante. Saint-Loup diffère de tout ce que j’ai vu des jésuites. L’intérieur d’un catafalque brodé de noir, de rose et d’argent. Confessionnaux, tous d’un style varié, fin, subtil, baroque, une antiquité nouvelle. L’église du Béguinage à Bruxelles est une communiante. Saint-Loup est un terrible et délicieux catafalque. »

— Charles Baudelaire

## Galerie

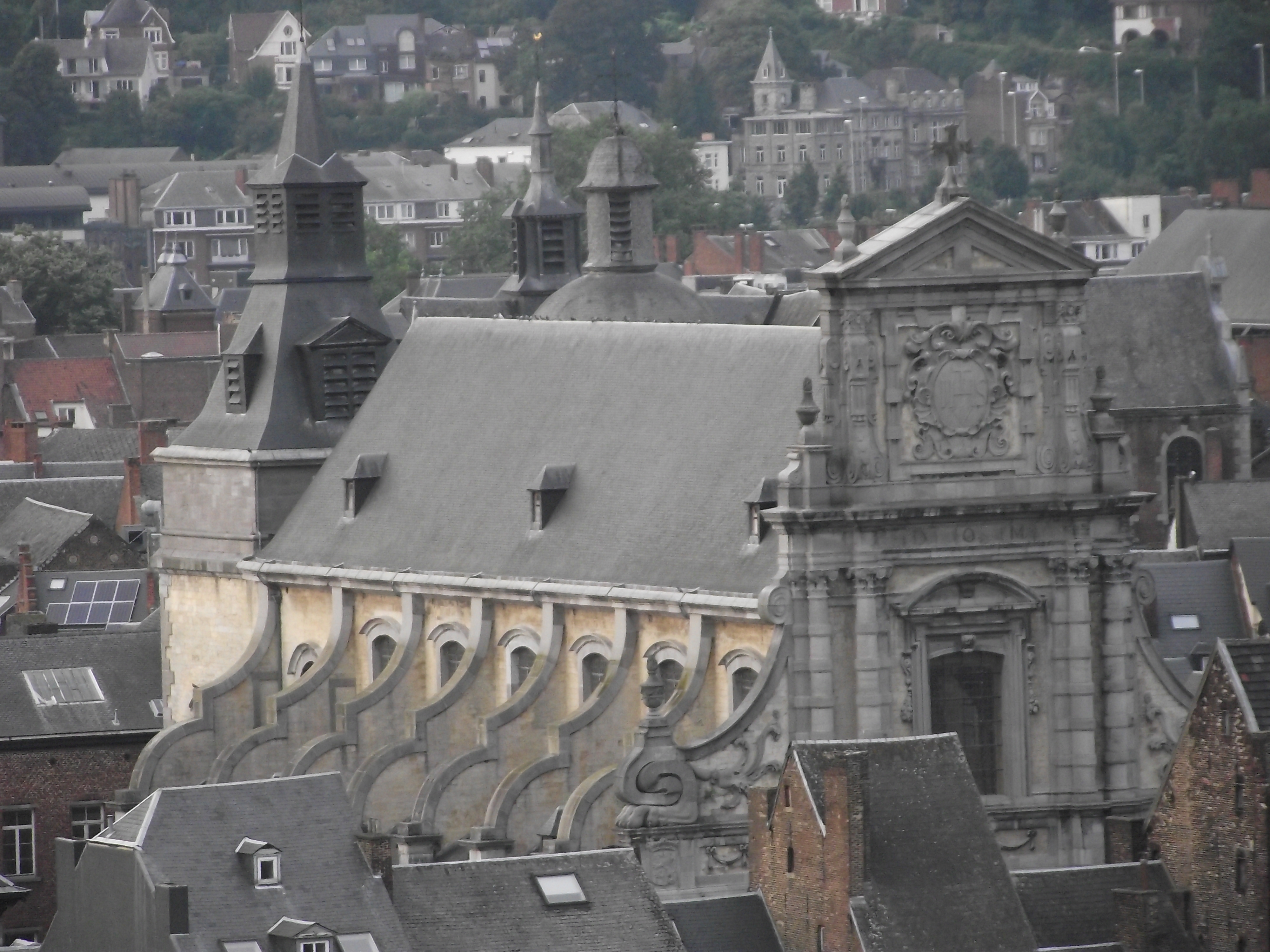
Vue depuis la citadelle de Namur
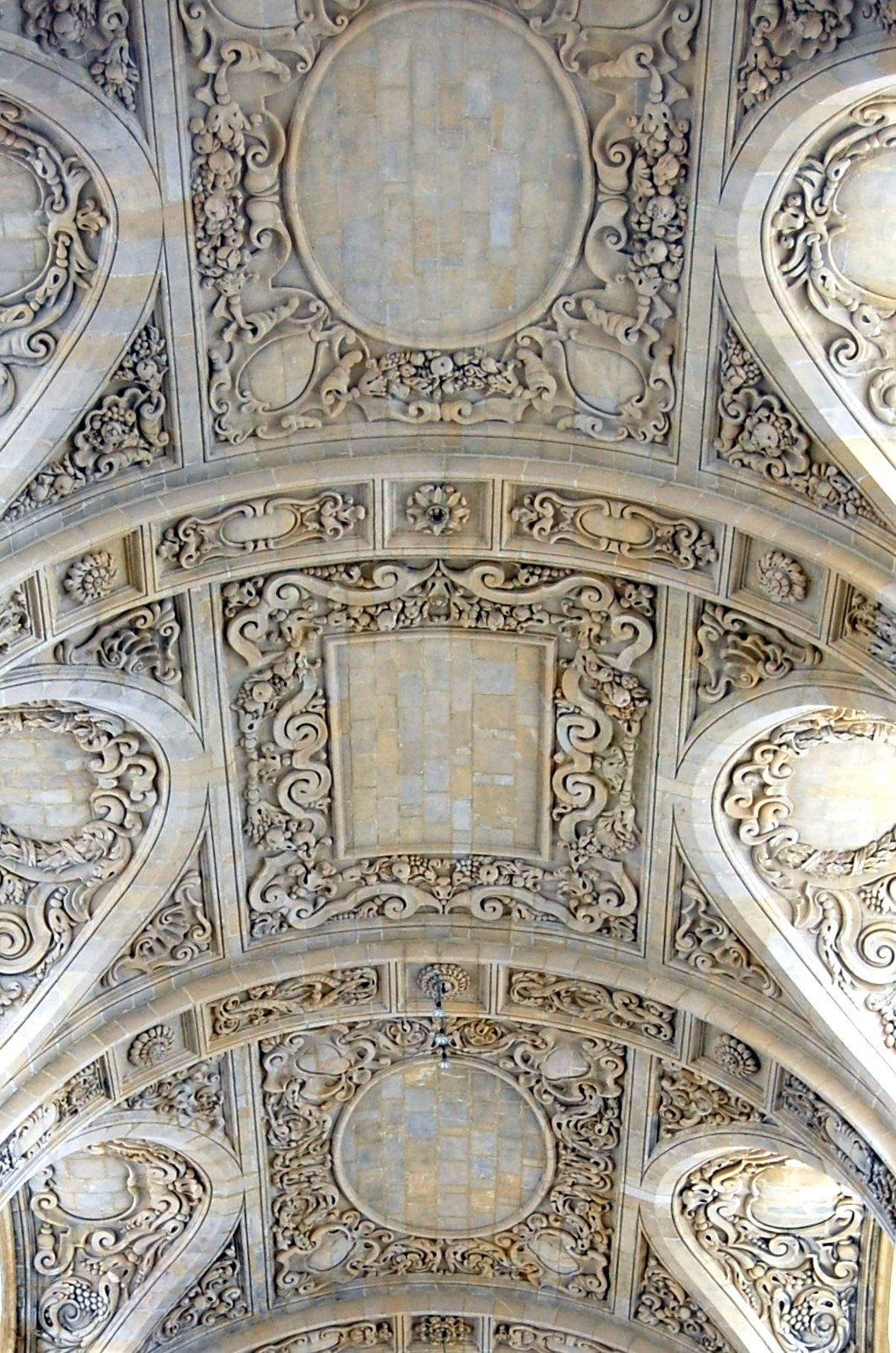
Le plafond de l'église
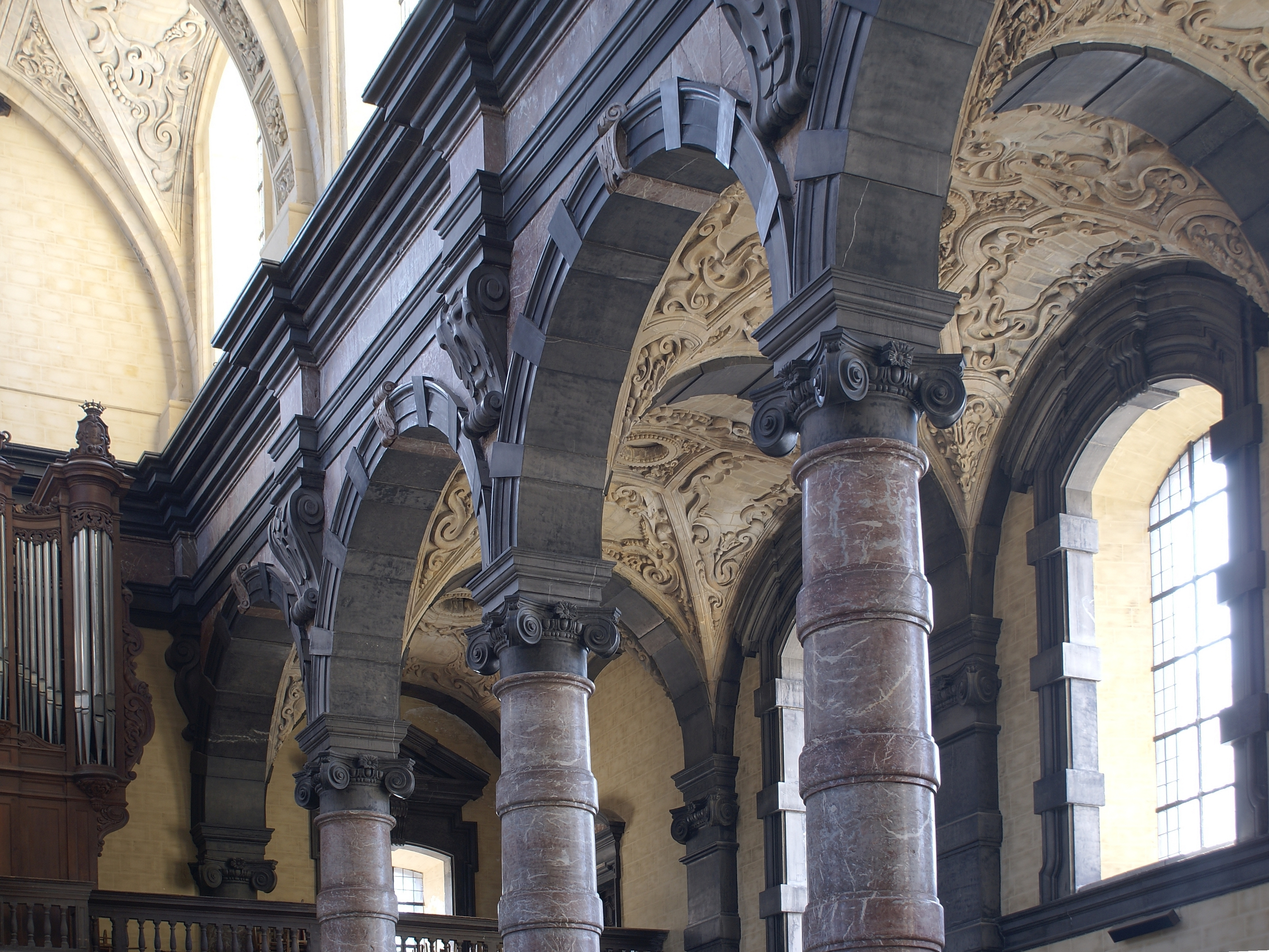
Colonnes de marbre rouge et noir.
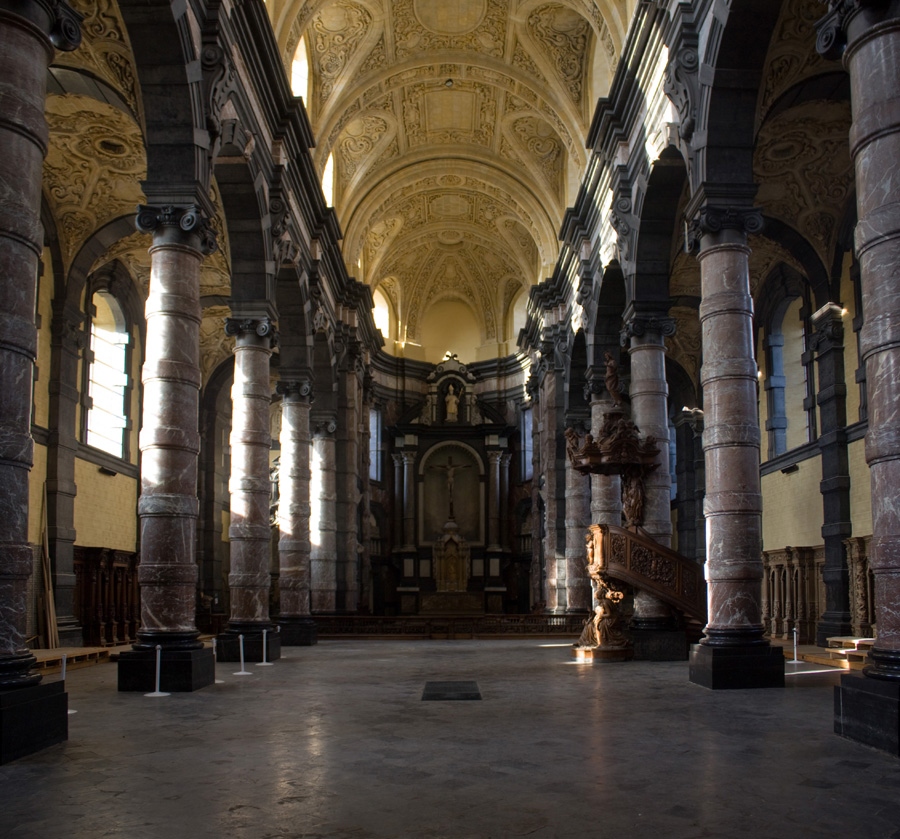
La nef de l'église.
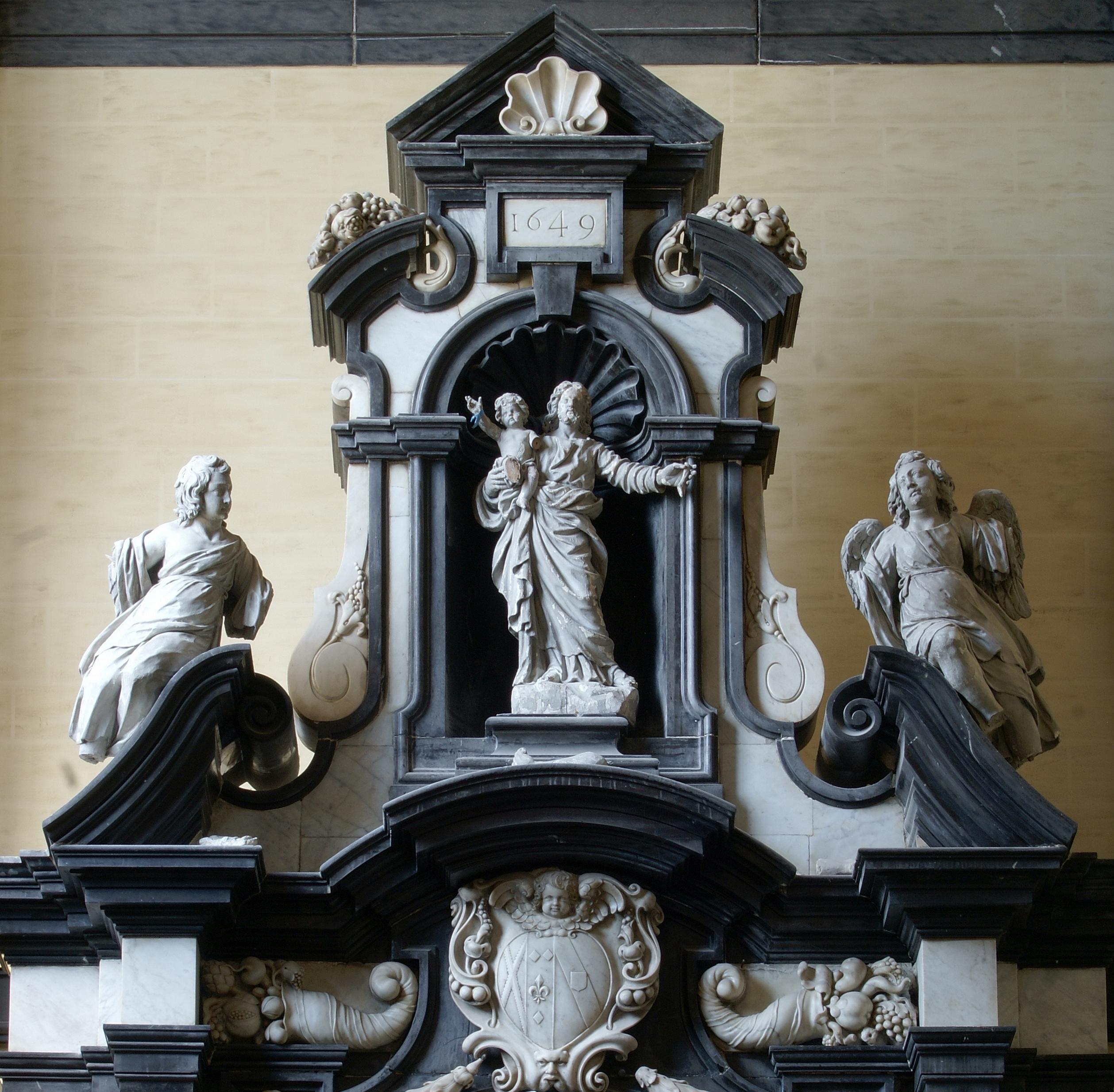
L'autel de Sainte Marie (datant de 1649).
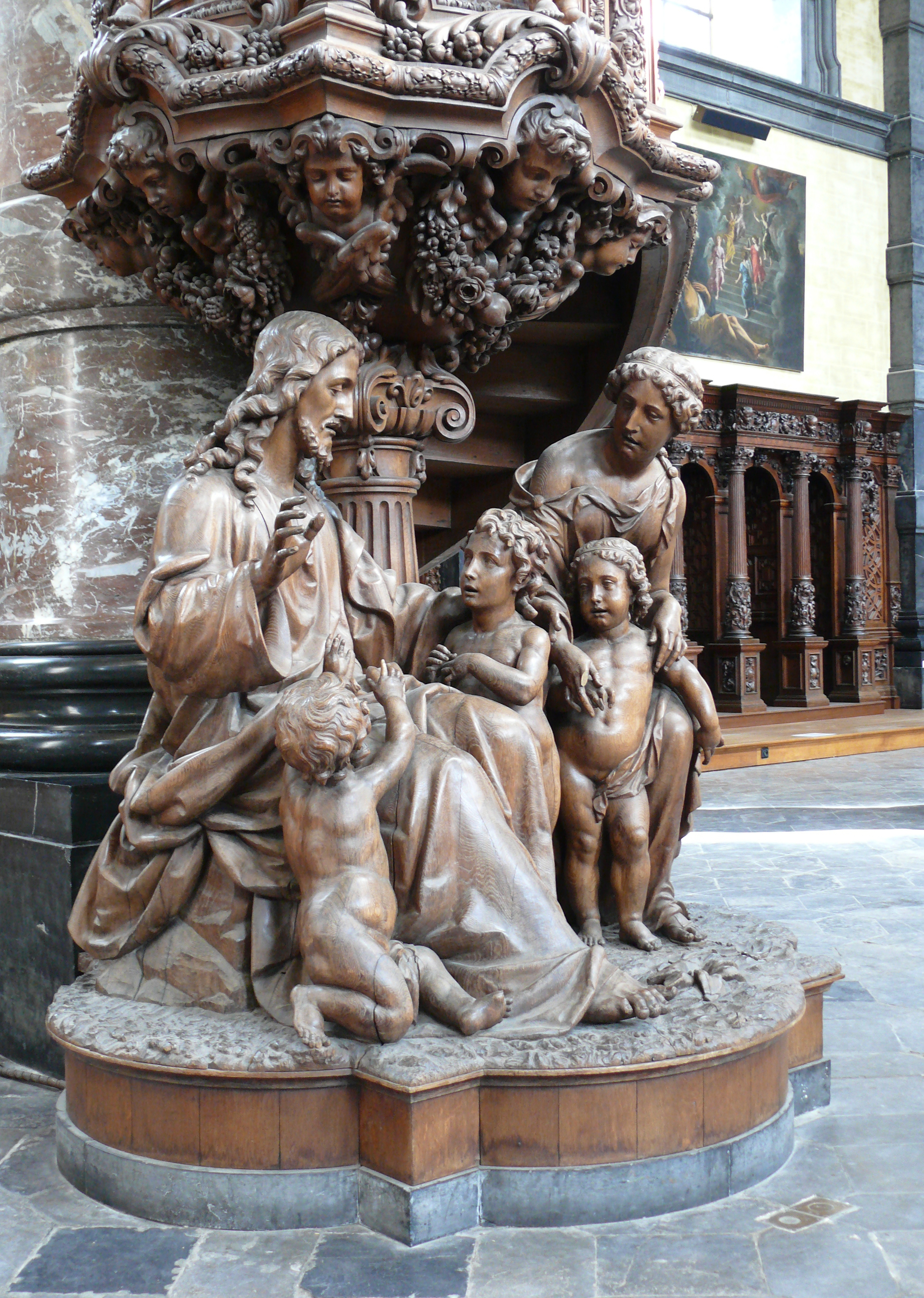
Au pied de la chaire de vérité : Jésus enseignant aux enfants.